# اوجیتاوارا، کیوتو
اوجیتاوارا، کیوتو (به لاتین: Ujitawara, Kyoto) یک منطقهٔ مسکونی در ژاپن است که در استان کیوتو واقع شده‌است. اوجیتاوارا  ۱۰٬۱۶۹ نفر جمعیت دارد.